# Rožmberský řád lebky

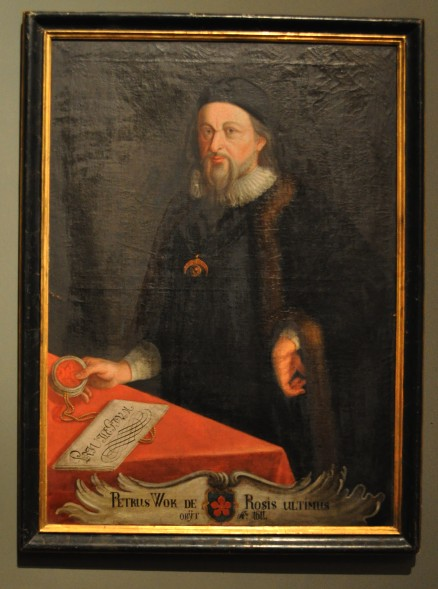
Petr Vok z Rožmberka (* 1. října 1539, Český Krumlov, † 6. listopadu 1611, Třeboň s řádovou insignií Rožmberského řádu

Rožmberský řád lebky byl založen českým šlechticem Petrem Vokem z Rožmberka během konce 16. století. V rámci tohoto řádu sdružoval osoby ze svého blízkého okolí.

## Podstata řádu
Členové řádu nosili na hrudi odznak v podobě zlaté lidské lebky s lunetou, vážící osm dukátů (tedy 27 gramů). Autorem byl zlatník Herzig van Bein. Řádová hesla vybral Petr Vok z Rožmberka, a to Memento Mori (lat., česky „Pamatuj na smrt“) a Cogita Aeternitatem (lat., česky „Rozjímej o věčnosti“). Tato hesla naplňovala vlastní podstatu a účel řádu, tedy neustále pamatovat na to, že život netrvá věčně.

## Historie
Prvním velmistrem řádu se stal sám jeho zakladatel, Petr Vok z Rožmberka. Smrtí Petra Voka roku 1611 vymřel rod Rožmberků, nicméně samotný řád nezanikl. Podle dědického ustanovení převzal rodinný majetek a stanul v čele řádu Jan Jiří ze Švamberka, a to až do své smrti roku 1617. S řádovou insignií na hrudi je vyobrazen i na portrétu na rakvi, objevené roku 2018 (jedná se o jediné známé autentické vyobrazení řádové insignie). Po Janu Jiřím velmistrovský úřad převzal Švamberkův syn Petr II. ze Švamberka. Petr ze Švamberka se ale účastnil aktivně stavovského povstání proti císaři (stál v čele direktoria). Ač zemřel 24. května 1620, byl posmrtně odsouzen ke ztrátě cti a konfiskaci majetku ve prospěch císaře. Smrtí Petra ze Švamberka již nejsou žádné zprávy o dynastické kontinuitě řádu.

## Členové řádu

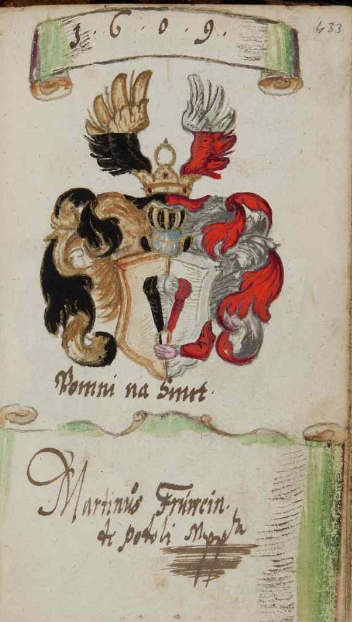
List ze šlechtického ilustrovaného památníku Jana Jiřího ze Švamberka, SOkA Jindřichův Hradec

Do dnešních dnů se nedochoval žádný seznam, žádný registr, který by umožnil rekonstruovat řady členů. Útržkovitě se však objevují doposud dochované archiválie a vědecké studie, které členy řádu potvrzují. Můžeme se domnívat, že členem řádu byl například Kristián I. Anhaltský[zdroj?], Jan Zrinský ze Serynu[zdroj?][zdroj?], Václav Vratislav z Mitrovic[zdroj?] nebo Karel starší ze Žerotína[zdroj?]. Je pravděpodobné, že členem společenství mohl být i Martin Fruwein z Podolí, což se odvozuje z listu památníku (štambuchu) Jana Jiřího ze Švamberka, sestávajícího z erbu Martina Fruweina a hesla „Pomni na smrt“, tedy řádového hesla Memento Mori s datací roku 1609, kdy vznikl památník. 

## Občanské sdružení
V roce 2011 vzniklo občanské sdružení (Nyní zapsaný spolek) Rožmberský řád lebky. Toto sdružení však nemá přímou ani nepřímou návaznost na zmíněný řád.